# Šijitski imam
Imāmah (Arapski|إمامة) je šijitska doktrina vjerskog, duhovnog i političkog vodstva Umme. Šijiti vjeruju kako su A'immah ("Imami") istinski kalifi ili legitmni nasljednici Muhameda, odnosno da imami posjeduju božansko znanje i autoritet (‘Iṣmah) i predstavljaju dio Ahl al-Bayt, Muhamedove obitelji.  Imami imaju zadaču pružiti komentar i tumačenje Kurana.
Riječ imam u širem islamskom kontekstu označava "predvodnika"; suniti pod time obično podrazumijevaju vjernika koji započinje molitvu ili direktora vjerske škole. Za šijite je, međutim "imam" vezan isključivo za članove Kuće proroka, odnosno muslimane koji se smatraju nepogrešivima, i koji jedini imaju pravo biti kalifi. 
Prvi imam prema šijitskom tumačenju je Alija. Imamima se nazivaju svi njegovi nasljednici.
Broj imama, odnosno Alijinih nasljednika je kasnije postao razlogom za podjele unutar šijitskog islama. Tri glavna pravca unutar šijitskog islama su tako:
- dvanaestnici (koji vjeruju da postoji dvanaest imama);
- ismailije (koji vjeruju da postoji sedam imama);
- zejditi (koji vjeruju da postoji pet imama).

## Vanjske poveznice
- Al-imamah (emamah) page  Arhivirana inačica izvorne stranice od 27. listopada 2019. (Wayback Machine)
- A brief introduction of Twelve Imams
- Al-Muraja'at  Arhivirana inačica izvorne stranice od 24. rujna 2016. (Wayback Machine)
- A Brief History Of The Lives Of The Twelve Imams  Arhivirana inačica izvorne stranice od 29. ožujka 2008. (Wayback Machine) a chapter of Shi'a Islam (book) by Allameh Tabatabaei
- A Short History of the Lives of The Twelve Imams  Arhivirana inačica izvorne stranice od 18. lipnja 2008. (Wayback Machine)
- Imamah in the Qur'an
- Imam An article by Encyclopædia Britannica Online
- Hojjat  Arhivirana inačica izvorne stranice od 17. travnja 2008. (Wayback Machine) by Maria Dakake, an article of Encyclopædia Iranica
- Shia Islam - Ask Imam